# Ragnheiður Sara Sigmundsdóttir
Ragnheiður Sara Sigmundsdóttir (Reykjanesbær, 12 de setembre de 1992) és una halterofilia islandesa i atleta de CrossFit, coneguda pels seus tercers llocs als CrossFit Games de 2015 i 2016, així com el campionat a les Meridian Regionals de 2015 i 2016 i a les Central Regionals de 2017. Als CrossFit Games de 2018, va retirar-se per lesió a les costelles.
El 2021 patí una lesió que la mantingué fora de les competicions, tornant per als CrossFit Games del 2022. També participà al Wodapalooza 2023.
Aparegué també al documental del 2017 'Fittest on Earth: A Decade of Fitness'. També va competir al Campionat del món d'halterofília de 2015 en la categoria de 75 kg.